# ホレイス・ピピン
ホレイス・ピピン（Horace Pippin、1888年2月22日 - 1946年7月6日）はアメリカ合衆国の画家である。「素朴派」の画家 の一人である。

## 概要
ペンシルベニア州のウェストチェスターの貧しい環境に生まれた。奴隷制度は廃止されたが人種による差別を受けて育った。1891年に家族とニューヨーク州、オレンジ郡のGoshenに移り、15歳になった1903年には学校をやめて働き始め、未亡人となった母親を助けた 。
10歳になった頃から、絵は描き始めていた。1911年に母親が死んだ後、ニュージャージー州に移りそこで働いた。第一次世界大戦が始まると1917年に陸軍に召集され、フランス戦線に歩兵として送られ、ドイツ兵の銃弾を右肩に受け、障害を負うことになった。戦場にもスケッチブックを携えていて、後に第一次世界大戦の戦場の場面はピピンの初期の絵画の題材となった。
アメリカに戻った後、1920年に結婚し、男子が生まれた。夫婦で洗濯店を営み、戦傷者の年金とで生活した。1920年代後半から絵を発表し始め、1930年代後半には美術評論家のクリスチャン・ブリトンや有名なイラストレーターのN・C・ワイエスに注目された。多くの展覧会に出展し、フィラデルフィア美術館などが作品を購入し、アフリカ系アメリカ人の画家として有名になった。その絵のスタイルからフランスの「素朴派」の画家、アンリ・ルソーに比べられた。

## 作品

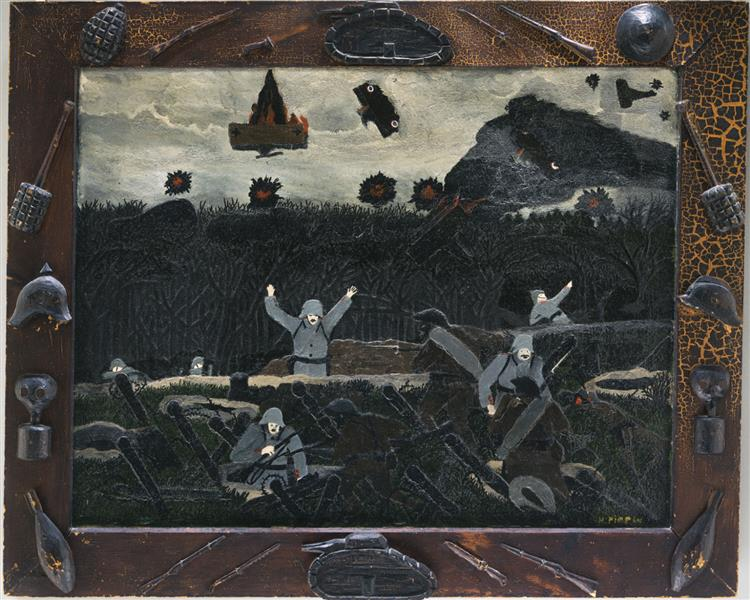
戦争画
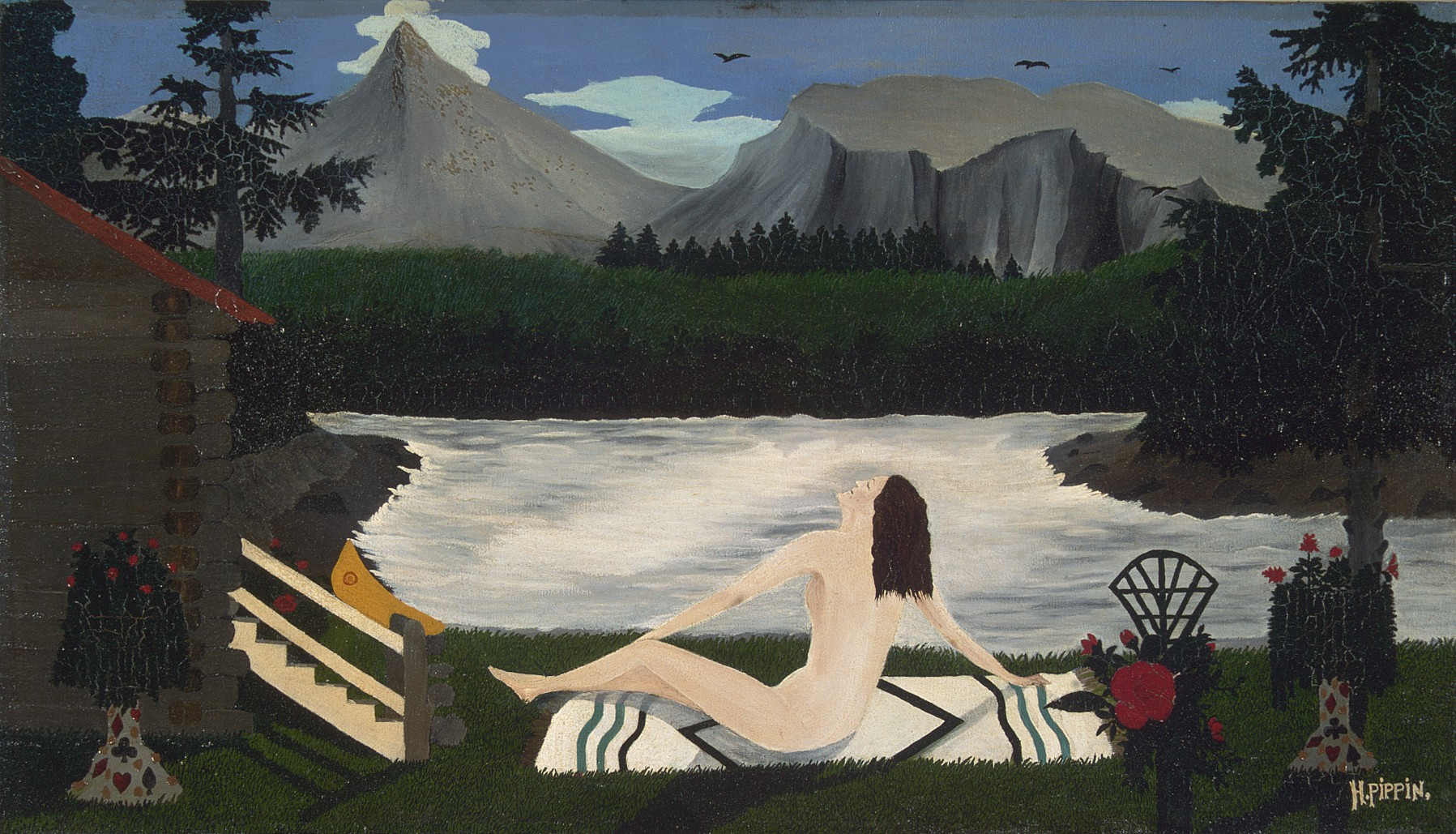
湖の女性
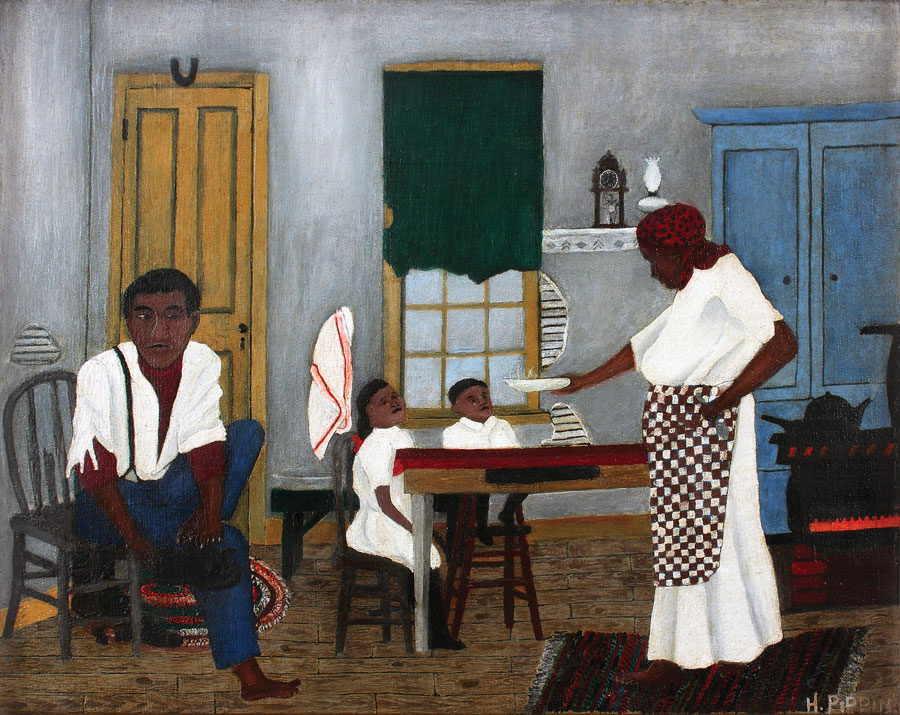
日曜の朝食
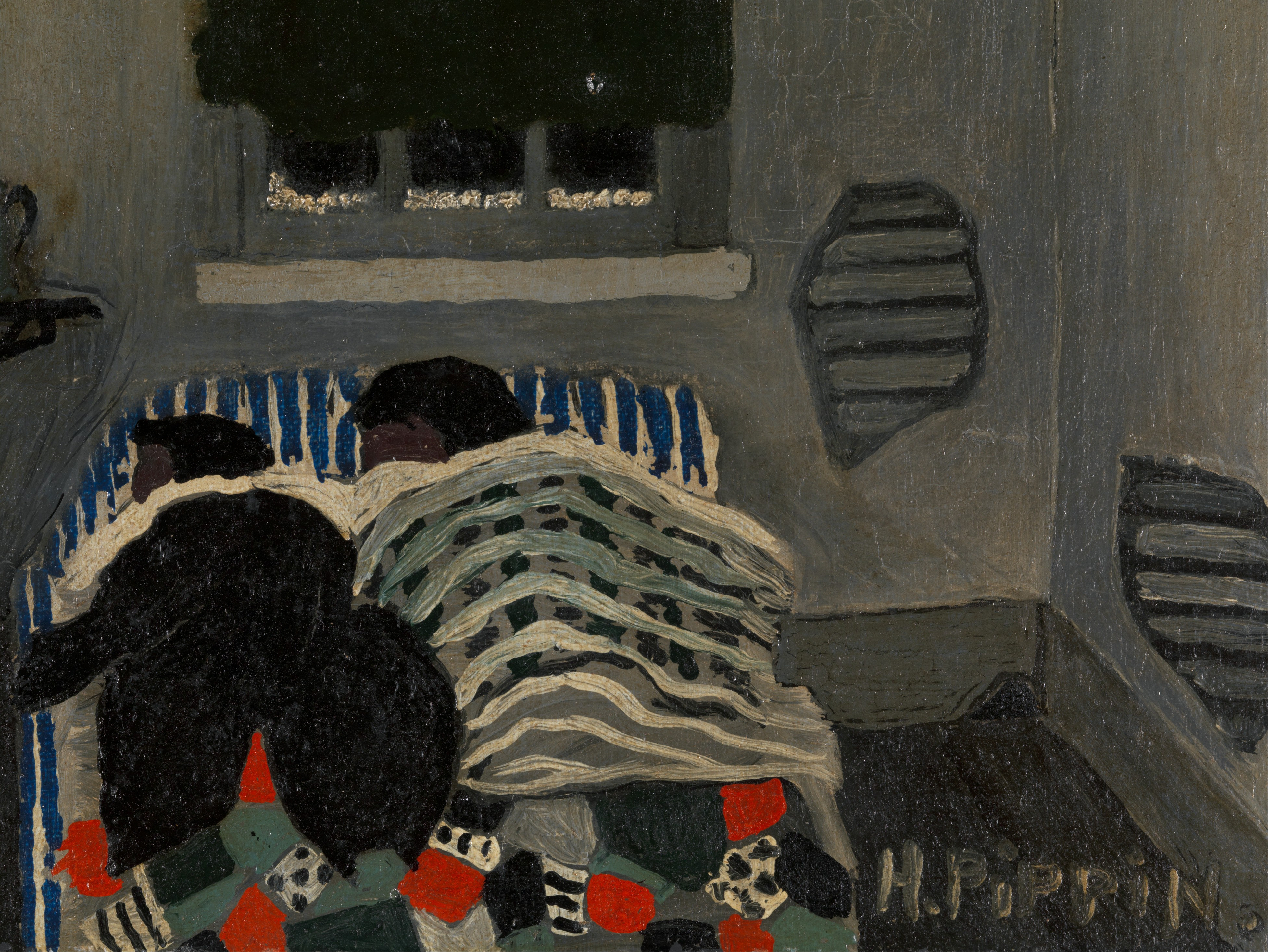
眠り
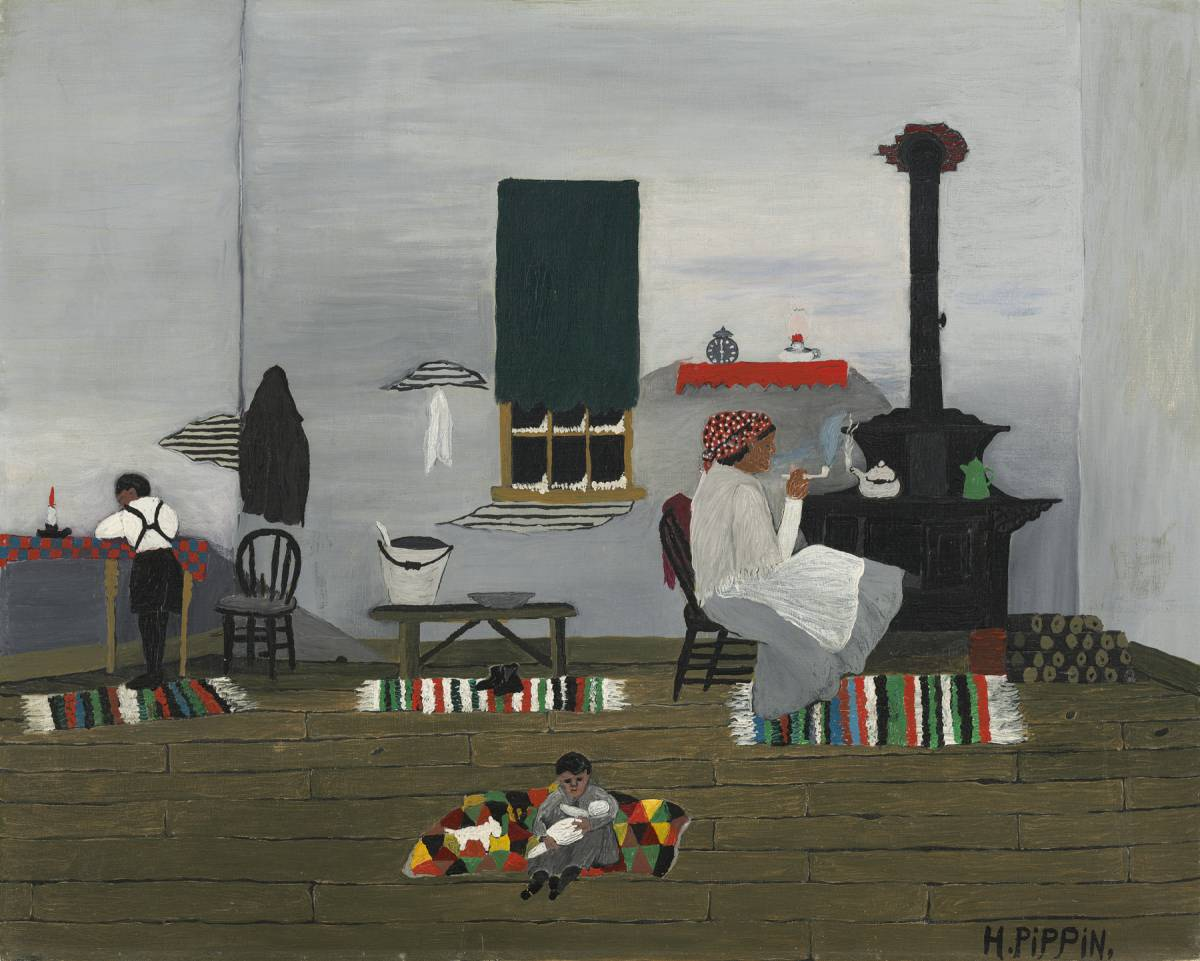
室内
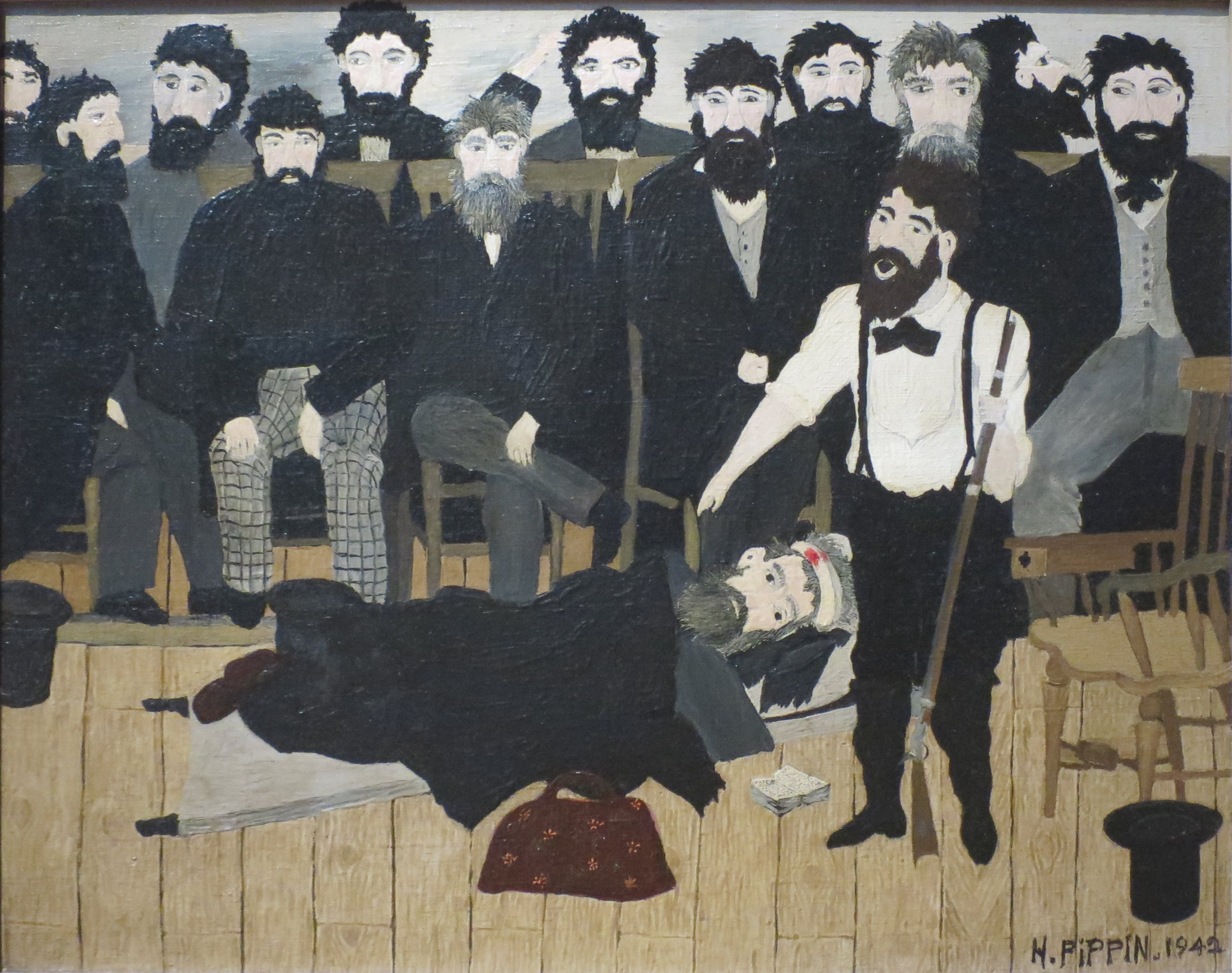
奴隷制度廃止運動家ジョン・ブラウンの裁判